# Petter Löberg
Jan Petter Löberg, född 17 augusti 1968 i Vänersborgs församling, Älvsborgs län, är en svensk politiker (socialdemokrat) och gymnasielärare. Han är ordinarie riksdagsledamot sedan 2014 (dessförinnan även tjänstgörande ersättare februari–mars 2010), invald för Västra Götalands läns södra valkrets.

## Biografi
Löberg, som är filosofie licentiat i historia[källa behövs], inledde sitt politiska engagemang i SSU på 1980-talet och blev 1991 vald som ledamot i Borås kommunfullmäktige. Som förtroendevald inom Borås Stad kom han dessutom att sitta som vice ordförande i gatunämnden och ledamot av kommunstyrelsen.

### Riksdagsledamot
Löberg kandiderade i riksdagsvalet 2006 och blev ersättare. Han var tjänstgörande ersättare i riksdagen för Phia Andersson februari–mars 2010. Sedan valet 2014 är Löberg ordinarie riksdagsledamot.
I riksdagen är Löberg ledamot i justitieutskottet sedan 2014 och vice ordförande i delegationen till den gemensamma parlamentariska kontrollgruppen för Europol sedan 2022 (dessförinnan var han ordförande i delegationen 2019–2022). Löberg var vice ordförande i justitieutskottet i oktober 2022. Han har varit suppleant i bland annat konstitutionsutskottet och kulturutskottet.
Under mandatperioden 2014-2018 var Löberg med och tog fram samtyckeslagen.